# Moviment per la Democràcia
Moviment per la Democràcia (eslovac Hnutie za demokraciu, HZD) va ser un partit polític d'Eslovàquia que fou creat com a escissió del Moviment per una Eslovàquia Democràtica el 2002. El primer líder del partit va ser Ivan Gašparovič, l'actual president d'Eslovàquia, substituït per Jozef Grapa.
Es presentà a les eleccions legislatives eslovaques de 2002 i va obtenir el 3,28% dels vots, insuficient per a obtenir representació parlamentària. A les eleccions legislatives eslovaques de 2006 només va obtenir el 0,6%. Va ser membre de l'Aliança per l'Europa de les Nacions.
Després de 2010 va romandre inactiu, fins a la seva dissolució al 2021 en benefici del nou Moviment República.

## Resultats electorals
| Any  | Vots   | %    | Escons  | +/- |
| ---- | ------ | ---- | ------- | --- |
| 2002 | 94.324 | 3,3  | 0 / 150 | Nou |
| 2006 | 14.728 | 0,63 | 0 / 150 | =   |